# Bahnhof Braubach

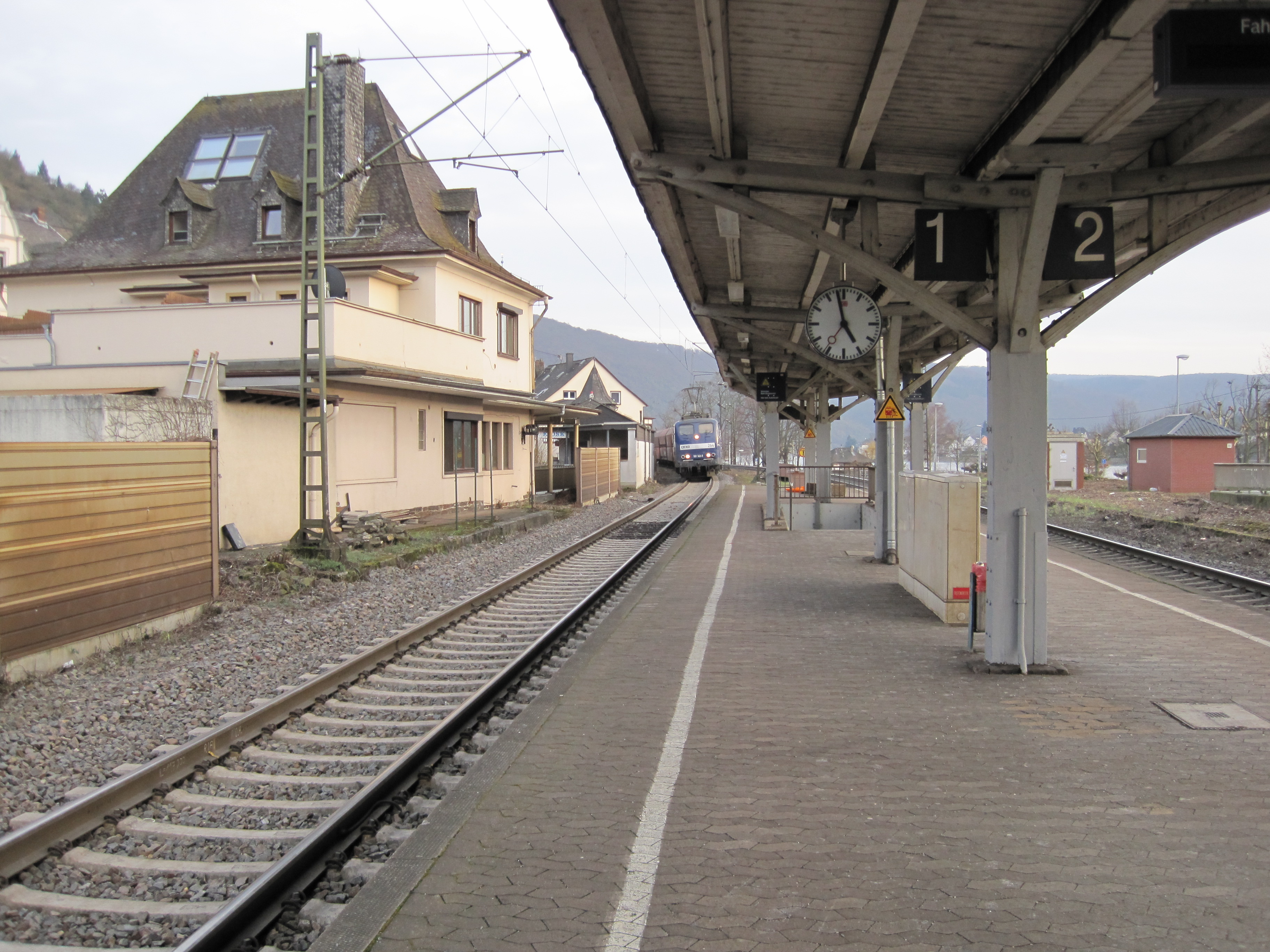
Bahnsteig des Haltepunktes Braubach

Der Haltepunkt Braubach liegt in Braubach im Rhein-Lahn-Kreis in Rheinland-Pfalz an der rechten Rheinstrecke (Köln Hbf–Wiesbaden Hbf). Er dient heute dem Personenverkehr vom Bahnhof Neuwied über Koblenz, Wiesbaden Hbf, Frankfurt Höchst nach Frankfurt Hbf. Er war ehemals Bahnhof.
Westlich des Haltepunktes Braubach der rechten Rheinstrecke befand sich der Bahnhof Braubach der meterspurigen Nassauischen Kleinbahn der stillgelegten Bahnstrecke Oberlahnstein–Nastätten. Sie war 1903 eröffnet worden, der Abschnitt Braubach–Silberhütte war dreigleisig für 1000 mm und 750 mm ausgeführt. Der Abschnitt nach Oberlahnstein wurde bereits 1917 wieder stillgelegt. 1929 endete der Personenverkehr nach Nastätten, 1932 der Güterverkehr. Es blieb aber der Verkehr zur Blei- und Silberhütte Braubach. Seit 1957 war die Strecke nur noch in der Spurweite von 750 mm. 1977 wurde auch dieser Verkehr eingestellt.
Die Kleinbahn hatte ein großes Bahnhofsgebäude und einen Lokschuppen, beide Gebäude sind 1987 abgerissen worden. Es gab einen Umladekran, um zwischen Schmalspur und Normalspur umladen zu können. Von diesem Bahnhof führte ein ebenfalls dreischieniges Gleis in südlicher Richtung zum Rheinhafen.